# Semerville
Semerville ist eine Ortschaft und eine ehemalige französische Gemeinde mit 87 Einwohnern (Stand: 1. Januar 2022) im Département Loir-et-Cher in der Region Centre-Val de Loire. Sie gehörte zum Arrondissement Blois und zum Kanton La Beauce. 
Semerville wurde mit Wirkung vom 1. Januar 2016 mit den früheren Gemeinden La Colombe, Membrolles, Ouzouer-le-Marché, Prénouvellon, Tripleville und Verdes zur Commune nouvelle Beauce la Romaine zusammengeschlossen und übt in der neuen Gemeinde den Status einer Commune déléguée aus.

## Lage
Semerville liegt etwa 44 Kilometer westnordwestlich von Orléans. 

## Demografische Entwicklung
| 1962                       | 1968 | 1975 | 1982 | 1990 | 1999 | 2006 | 2017 |
| 143                        | 116  | 111  | 101  | 101  | 79   | 98   | 100  |
| Quellen: Cassini und INSEE |      |      |      |      |      |      |      |

## Sehenswürdigkeiten
- Reste der Römerstraße, seit 1978 Monument historique
- Kirche Sainte-Madeleine aus dem 12. Jahrhundert

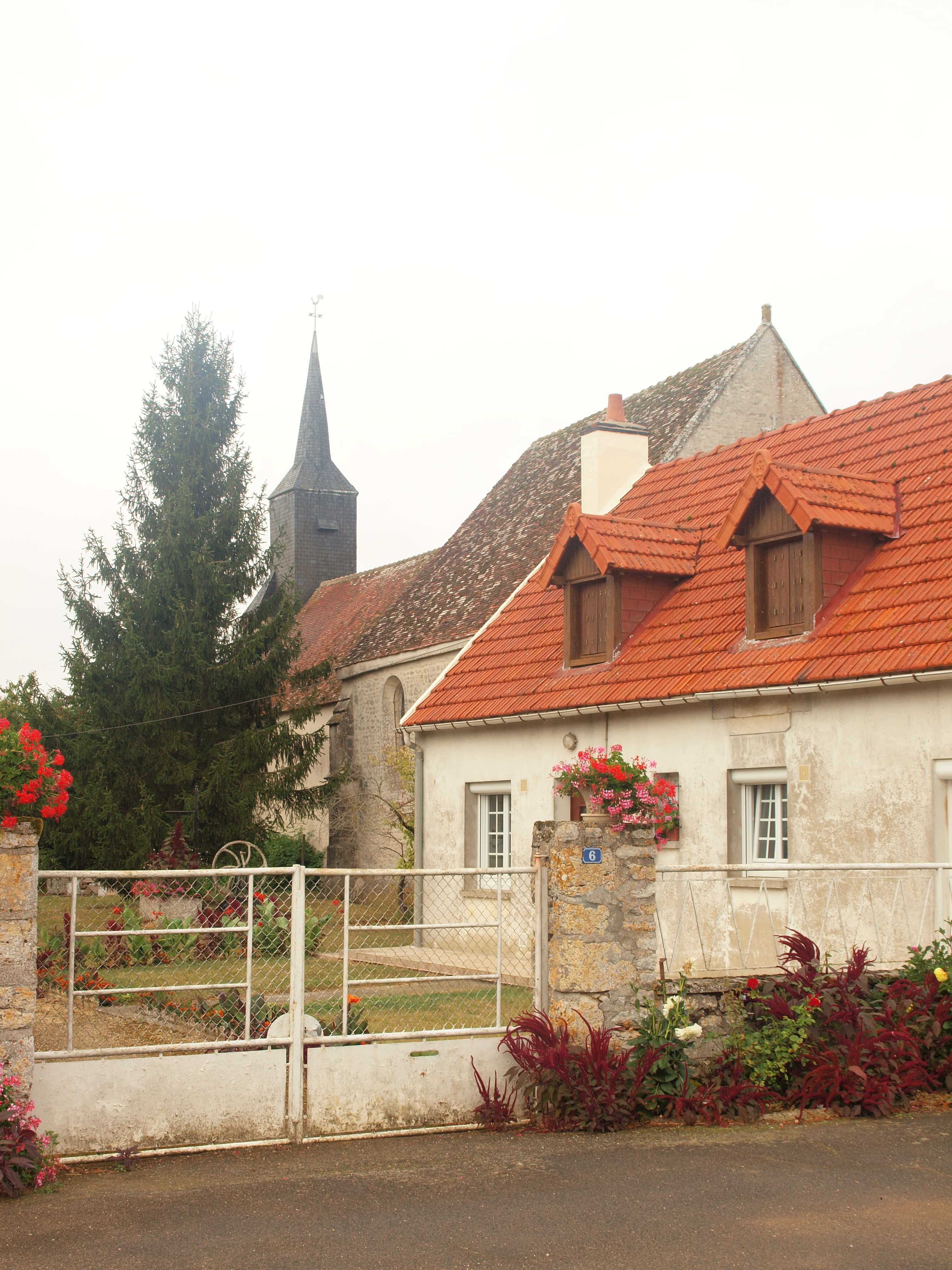
Kirche Sainte-Madeleine